# Michał Engelhardt
Michał Engelhardt – polski dziennikarz, ur. 1958. Obecnie jest freelancerem. Przez pięć lat był redaktorem w portalu gazeta.pl. Założył i prowadził serwis Policyjni.pl. Był też redaktorem w Axel Springer Polska. Wcześniej był przez 10 lat reporterem Radia ZET a jeszcze wcześniej Radia Eska. Współpracował m.in. z Życiem Warszawy, Gazetą Wyborczą, Wprost.